# Колійні машини

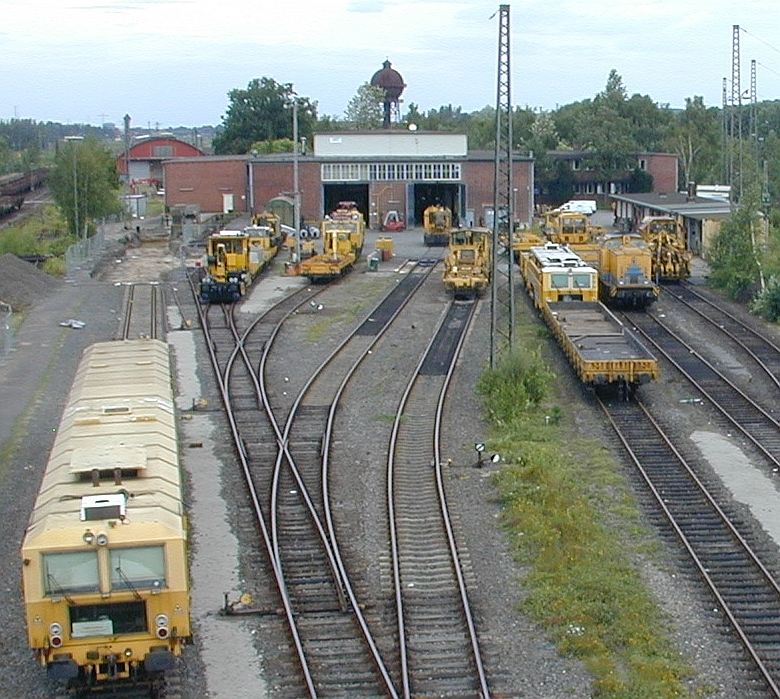
Колійні машини в Німеччині

Залізничні машини — спеціальний рухомий склад, призначений для пересування залізничними коліями (безпосередньо на залізничному, рідше — гусеничному ходу) з метою спорудження чи ремонту ділянок насипу і верхньої будови колії при будівництві нових чи реконструкції існуючих залізниць, а також для виконання всіх робіт з їх поточного утримання і ремонту.

## Історія застосування

### Російська імперія
Колійні машини використовували при будівництві та обслуговуванні перших рудничних рейкових доріг. 1834 при експлуатації перших паровозів на Нижньотагільській чавунній дорозі батько і син Черепанови вперше механізували очищення дороги від снігу, використавши плуг з кінною тягою. З кінця 1840-их років на залізниці Петербург — Москва для очищення шляхів від снігу працював паровоз, обладнаний плугом. Наприкінці 1860-их років при будівництві залізниць відсипання баласту здійснювалася саморозвантажувальним піввагоном з перекидним кузовом.
1879 побудований перший таранний снігоочисник для боротьби з глибокими заметами; того ж року запропонований роторний снігоочисник. 1880 на Закаспійській залізниці були механізовані колієукладальні роботи. 1887 російськоімперський інженер Й. М. Ливчак створив колієвимірювальний вагон з механічним записом стану колії.

### Радянський Союз
Широке використання колійних машин почалося в 1930-ті роки, коли були створені перші баластери, колійні струги, снігоприбиральні машини, колієукладальні крани на залізничному ходу. З 1940-их по 1950-ті роки спроектовано низку нових машин: колієукладальний кран на тракторному ходу, електробаластер, хопер-дозатор, землезбиральна машина, щебенеочисна машина.

## Призначення

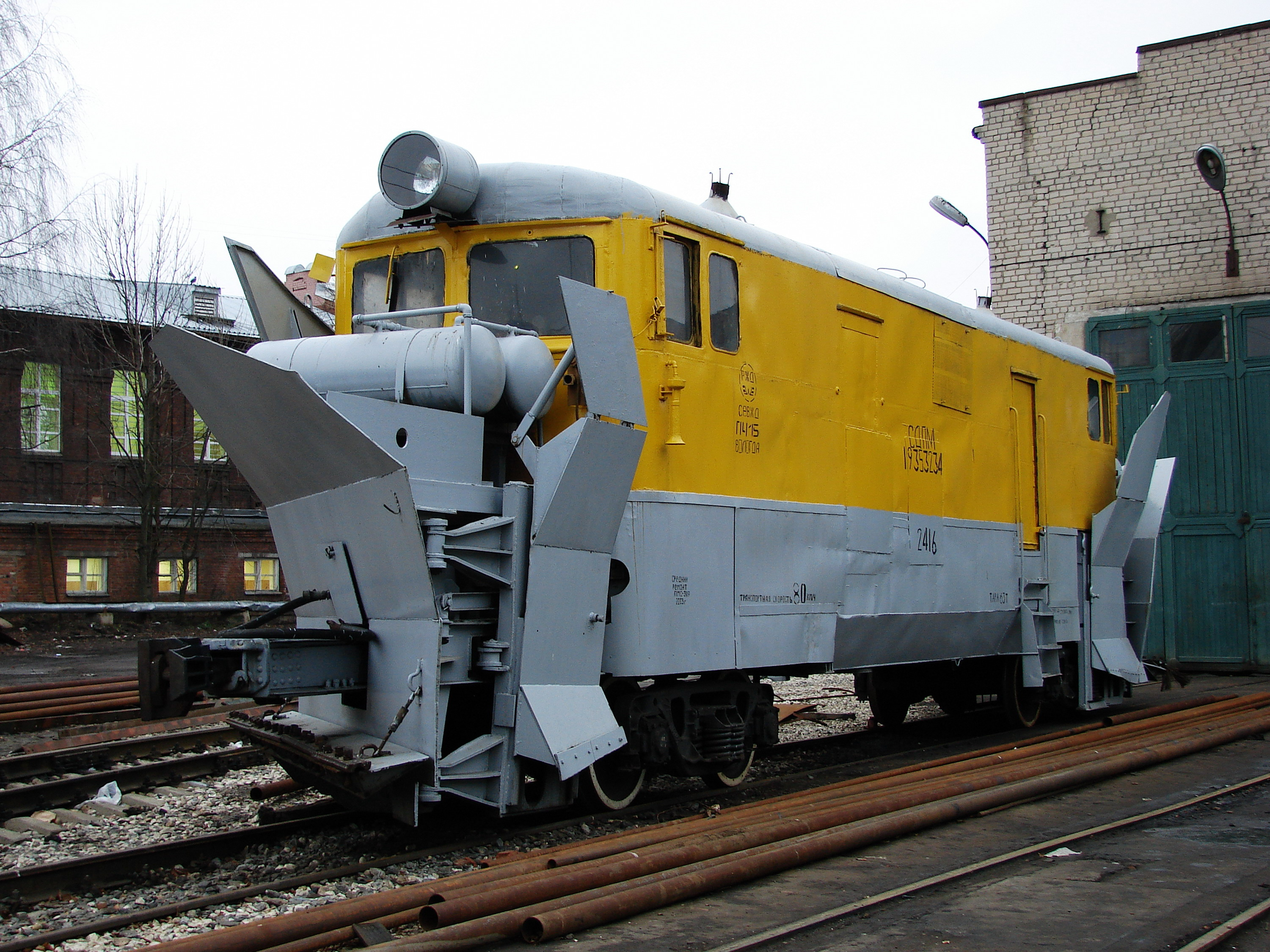
Снігоочисник СДПМ

Більшість колійних машин можуть використовуватися при будівництві нових залізниць і під час ремонту та поточного утримання. Деякі колійні машини спеціалізовані тільки на виконанні робіт при ремонті і поточному утриманні колії (наприклад, ланкорозбірні потокові лінії, колієприбиральні машини), або на спорудженні верхньої будови колії (наприклад, тракторні колієукладальні крани, як більш мобільні).
Для ремонту і поточного утримання колії створені колійні машини для певних операцій або комплексу робіт за технологічною послідовністю. Для земляних робіт і очищення шляхів від снігу використовують колійні струги, для очищення і нарізки кюветів вздовж залізничного полотна — кюветоочисні машини. Колієприбиральні машини не тільки очищають колію від шлаку, сміття, снігу, а й поглиблюють міжколійні проміжки.
Для створення дренажу використовують дренажні машини. Підіймання і зрушення рейко-шпальної решітки, усунення її перекосу, підсипку баласту і його ущільнення здійснюють електробаластери, колієпідйомники, тракторні дозувальники. Для очищення баласту використовуються щебенеочисні машини. Розбирання рейко-шпалової решітки, її укладання, а також заміну рейок здійснюють колієукладальними кранами. Складання рейко-шпальної решітки проводиться на ланкоскладальних потокових лініях, а розбирання старих плітей — на ланкорозбірній. Ущільнення баласту і виправлення колії виконують шпалопідбивальні машини, баластоущільнювальних машин, виправно-підбивно-обробних машин та виправно-підбивно-рихтувальних машин. При цьому використовують верстати для виправлення рейок, рейкошліфувальні верстати, рейкозварювальні машини, рейкосвердлувальні верстати та інше обладнання. Для забезпечення будівельних і ремонтних ділянок матеріалами та інструментами, для доставки робітників до місця робіт використовують транспортні та вантажно-розвантажувальні засоби: дрезини, хопер-дозатори, саморозвантажувальні та спеціалізовані вагони.
При експлуатації залізничної колії перевірку її стану виконують контрольно-вимірювальними пристроями і машинами — колієвимірювальними вагонами, дефектоскопічними вагонами та візками. Підготовку рейок до дефектоскопії здійснюють рейкоочисні машини. Для очищення колій від снігу крім шляхових стругів використовують снігоприбиральні машини.

## Типи колійних машин

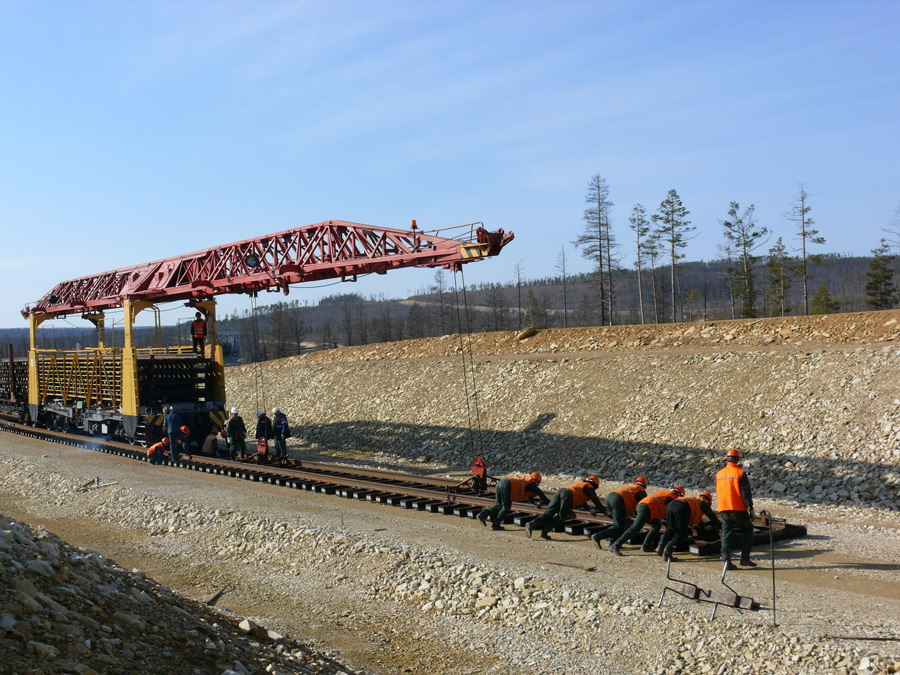
Головна колієукладальна машина.

Розрізняють автономні колійні машини, що мають джерело енергії, до якого підключаються всі двигуни машини (колієукладальний кран, дрезина, баластноущільнювач, шпалопідбивальні машина та ін), і неавтономні колійні машини, у яких енергетична установка відсутня і електрична енергія або енергія стисненого повітря надходить до робочих органів машини від локомотива (роторний снігоочисник, щебенеочисна машина, колійний струг). За способом пересування в робочому стані колійні машини можуть бути самохідними (наприклад, снігоприбиральні машини) і несамохідними (електробаластери, струги, щебенеочисні машини). Дорожні машини можуть бути виконані на залізничному ходу (струги, колієукладачі, електробаластери, шпалопідбивальні машини) або на гусеничному ходу (тракторний колієукладальний кран, тракторний дозувальник). Більшість колійних машин мають залізничний хід; впроваджується також комбінований пневмоколісний хід, коли машина забезпечена роликами, які піднімаються при русі автомобільною дорогою і опускаються при переміщенні рейками.
Випускаються колійні машини з електричним, пневматичним і гідравлічним приводами робочих органів, а також з приводом їх від двигуна внутрішнього згоряння механічною передачею. За способом виконання робіт розрізняють колійні машини важкого типу — незнімні з колії (струги, рейкоукладачі, щебенеочисні, снігоприбиральні та інші машини) і легкого типу — машини, знімні з колії (електростанції, мотодрезини, шпалопідбивальні машини, рейкосвердлильний верстат). Машини важкого типу для виробництва робіт вимагають заняття перегону, а машини легкого типу для пропуску рухомого складу знімаються з колії. Велика вантажонапруженість залізниць вимагає мінімального часу для проведення колійних робіт, тому при ремонті використовуються високопродуктивні колійні машини важкого типу. Для виконання всього обсягу робіт з ремонту колії з колійних машин складають комплект (ланцюжок), в якому колійні машини, рухаючись одна за іншою, потоковим методом роблять всі технологічні операції, таким чином здійснюється комплексна механізація ремонту.
Такий комплект для реконструкції колії на щебеневому баласті включає:
- Щебенеочисну машину
- Колієрозбірний і колієукладальний поїзди
- Хопер-дозатор
- Виправно-підбивно-обробну машину
- Рейковозний состав

## Виробники колійних машин
- В Австрії

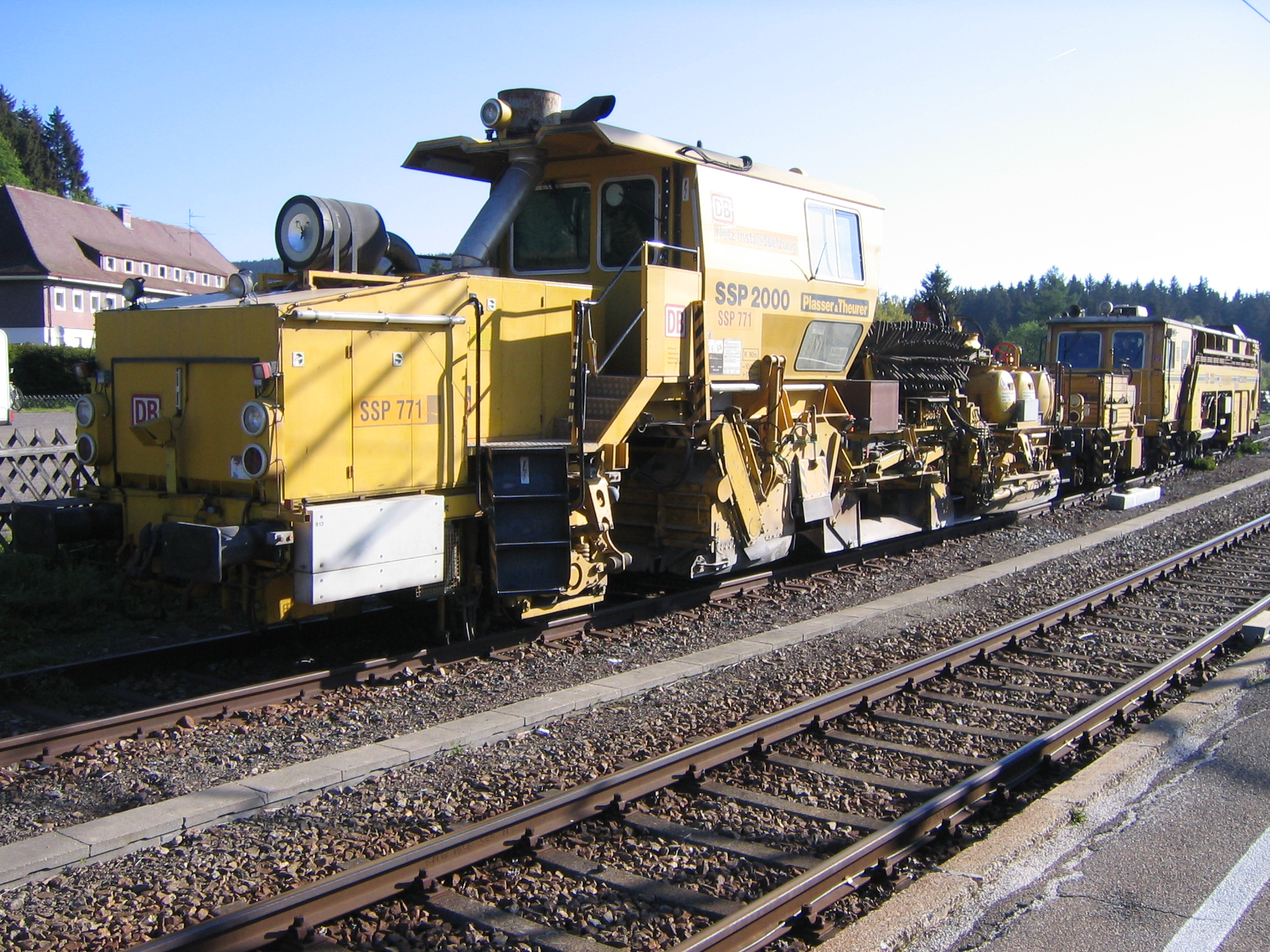
Розподільник баласту P & T

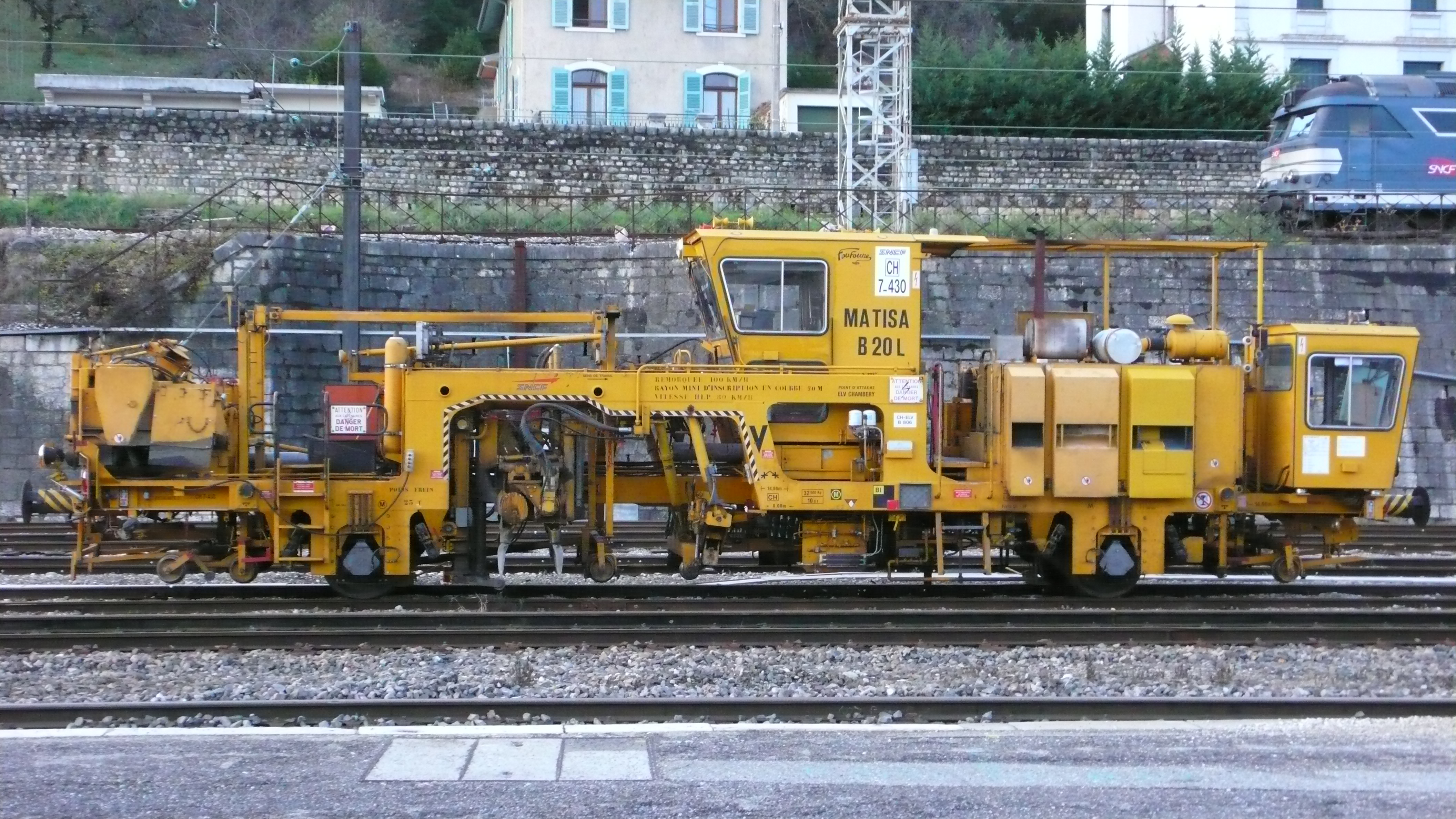
Стабілізатор колії Matisa

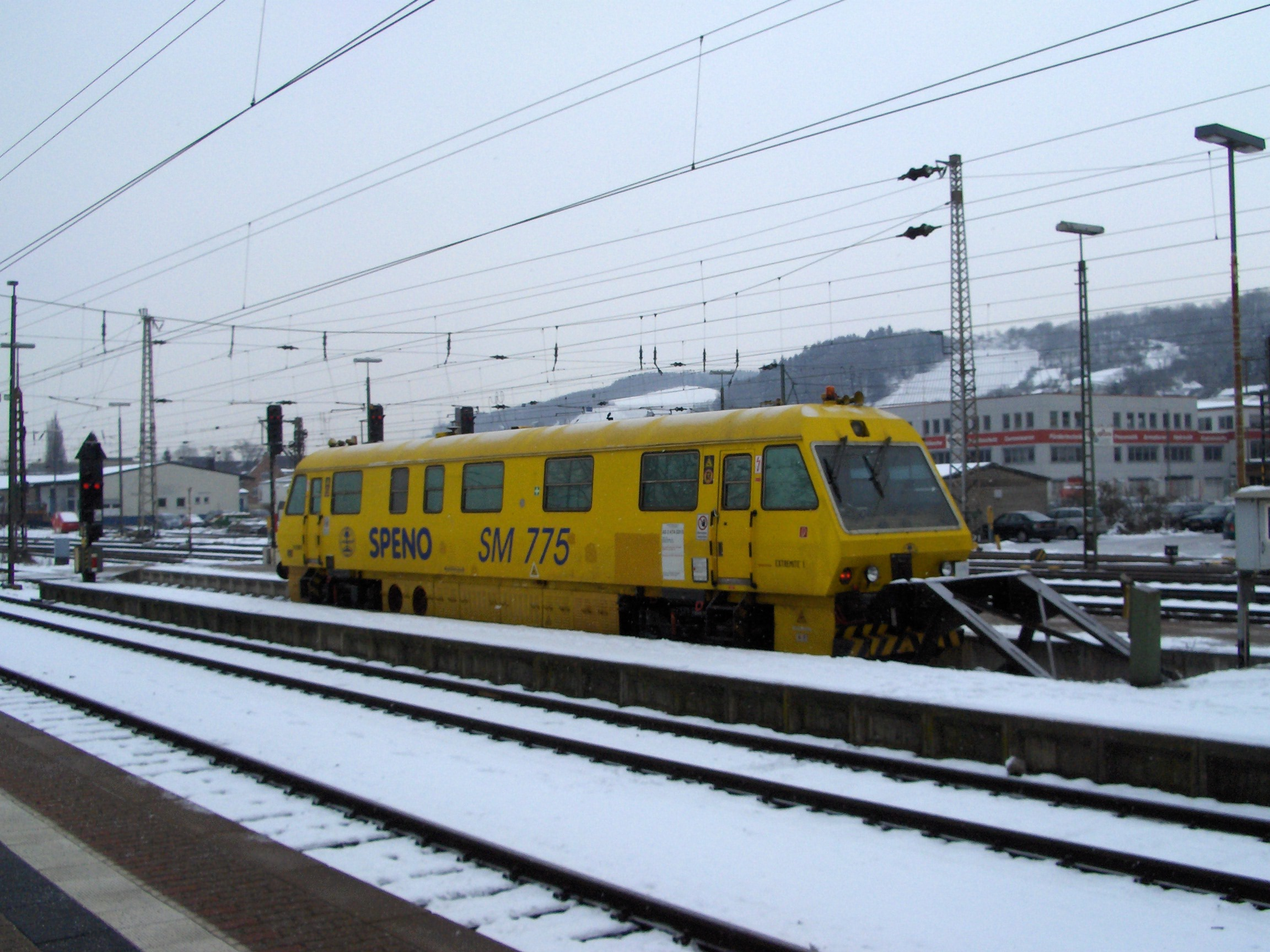
Колієвимірювач Speno

  - «Плассер унд Тойрер» (Plasser & Theurer)
- У Російській Федерації
  - «Камбарський машинобудівний завод»
  - «Кіровський машзавод 1 Травня»
  - «„Група компаній“ Ремпутьмаш»
  - «Істьінскій машинобудівний завод»
  - «Тихорєцький машинобудівний завод ім В.В. Воровського»
  - «Калугапутьмаш»
- У США
  - «Кершо» (Kershaw)
  - «Harsco Rail»:
    - «Джексон — Джордан» (Jackson — Jordan)
    - «Тампер» (Tamper)
    - «Фермонт» (Fairmont Machine Company)

  - «ЛОРАМ» (LORAM)
- У Швейцарії
  - «Матіса» (Matisa)
  - «Спен» (Speno International SA)
- У Фінляндії
  - «Десек» (Desec Ltd)
- У Франції
  - «Друрі» (Drouara)
  - «Дескен е Жіраль» (Desquenm et Giral)
  - «Жейсмар» (Geismar)
- В Україні
  - Старокраматорський машинобудівний завод (СКМЗ)
  - Виробниче підприємство ТОВ «СПЕЦКРАН»
- У Чехії
  - «МТХ» (MTH Hranice, Inc.)